# 第一阶段削减战略武器条约
削减战略武器条约（英語：Strategic Arms Reduction Treaty, START）是由美国和苏联之间签署的旨在削减并限制战略性进攻武器的一份双边条约。条约于1991年7月31日签署，并于1994年12月5日生效。条约禁止签署国部署的6000枚核弹头，1600枚洲际弹道导弹（ICBM）和轰炸机。
该条约是历史上规模最大、最复杂的军备控制条约，导致80%的战略核武器被销毁。由美国总统罗纳德·里根提出，在《第二阶段削减战略武器条约》谈判开始后，该条约被重新命名为《第一阶段削减战略武器条约》。条约于2009年12月5日到期。
2010年4月8日，美国总统巴拉克·奥巴马和俄罗斯总统德米特里·梅德韦杰夫在布拉格签署了《新削减战略武器条约》。在美国参议院和俄罗斯联邦会议批准后，该条约于2011年2月5日生效，将美国和苏联/俄罗斯战略核武器的削减期限延长至2026年2月。

## 提议

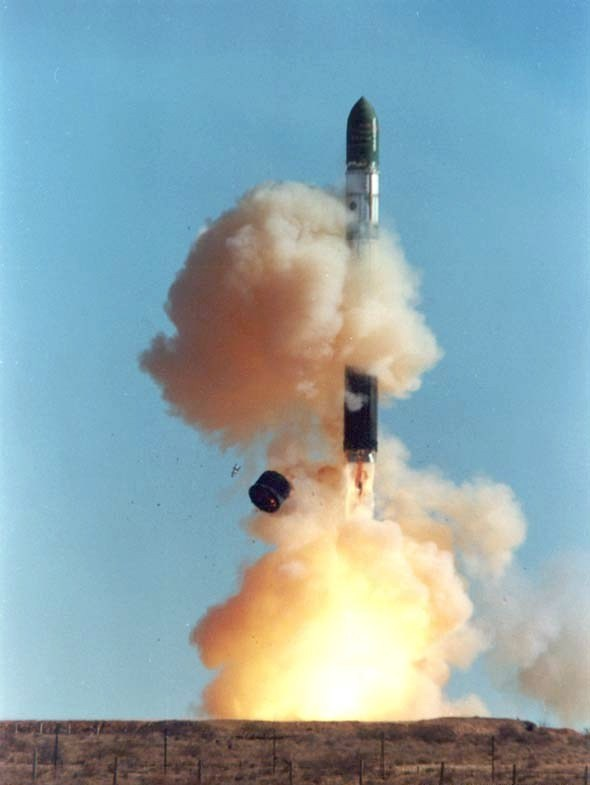
苏联R-36洲际弹道导弹

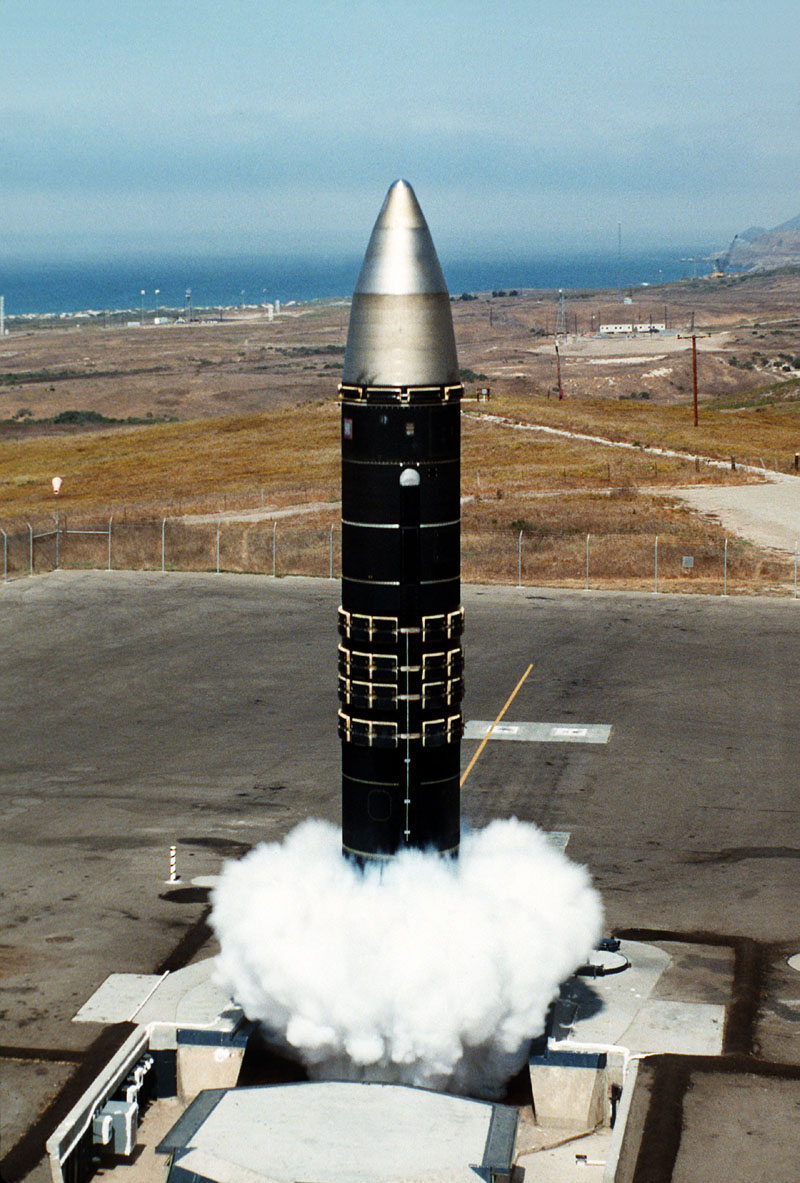
美国LGM-118A和平守護者飛彈

1982年5月9日，美国总统罗纳德·里根在母校尤里卡学院的毕业典礼上首次宣布了《削减战略武器条约》的提案，里根于1982年6月29日在日内瓦提出了该提案。他提议分两个阶段大幅削减战略力量，称为SALT III。
第一阶段将把任何导弹型号的弹头总量减少到5000枚，洲际弹道导弹额外限制为2500枚。此外被允许的850枚洲际弹道导弹中，限制SS-18等110枚“重型投射”导弹，并对导弹的总“投射重量”进行额外限制。
第二阶段对重型轰炸机及其弹头以及其它战略系统引入了类似的限制。
当时，美国的战略轰炸机处于领先地位。老化的B-52同溫層堡壘戰略轟炸機是一个可靠的战略威胁，但由于20世纪80年代初苏联防空系统的改进，B-52自1982年开始只配备了AGM-86导弹。美国也开始引进新的B-1槍騎兵戰略轟炸機，并正在秘密开发先进技术轰炸机（ATB）项目，该项目最终将生产B-2幽灵战略轰炸机。
另一方面，苏联对美国几乎没有威胁，因为苏军的任务目标几乎只有驻扎在大西洋的美军和欧亚大陆的目标。虽然苏联有1200架中型和重型轰炸机，但其中只有150架（圖-95戰略轟炸機和M-4重锤轰炸机）可以到达北美（后者只能通过空中加油）。苏军还面临着渗透美国领空的困难，因为美国领空较小，防御较弱。与美国的轰炸机数量相比，可用的轰炸机太少，而苏联领空要大得多，防御也更严密。
1984年，当图-95MS和圖-160戰略轟炸機出现并配备了第一批Kh-55导弹时，情况发生了变化。有人认为通过军备控制条约的实施，美国将在一段时间内保持战略优势。
《时代杂志》称，“在里根的上限目标中，美国对其战略力量的调整将比苏联少得多。提案的这一特点几乎肯定会促使苏联指责其不公平。一些美国军备控制倡导者同意这一点，指责政府向苏联提出了一个它不可能接受的提议：一个看似平等、故意不可谈判的提议，一些人怀疑这是强硬派破坏裁军秘密议程的一部分，这样美国就可以继续进行军备竞赛。”《时代》也指出，“苏联可怕的洲际弹道导弹的“投掷重量”，使他们向另一个国家“投掷数百万吨死亡和破坏的累积力量。”

## 成本
三个机构对美国政府实施《第一阶段削减战略武器条约》的估计成本进行了研究：国会预算办公室（CBO）、美国参议院外交委员会（SFRC）和美国国防分析研究所（IDA）。国会预算办公室的估计为，全部成本将包括4.1亿至18.30亿美元的一次性成本，持续性的年度成本将为1亿至3.9亿美元。
SFRC估计一次性费用为2亿至10亿美元，条约15年的总检查费用为12.5亿至20.5亿美元。国际开发协会仅估计了核查费用，约为7.6亿美元。
除了执行条约的成本，美国还通过合作减少威胁计划（Nunn-Lugar计划）援助了前苏联加盟共和国，该计划为后苏联国家实施《第一阶段削减战略武器条约》的成本增加了5.91亿美元，几乎是美国计划成本的两倍。
条约实施后，前苏联的核武库存从12000件下降到3500件。美国也将节省资金，不必担心前苏联核力量的维护和创新。国会预算办公室估计，在条约的前五年共节省460亿美元，到2010年将节省约1300亿美元，是条约实施成本的20倍。
与《削减战略武器条约》有关的另一个风险是俄罗斯未能遵守。美国参议院国防委员会对俄罗斯可能秘密生产导弹、制造关于弹头数量的虚假数字以及巡航导弹表示担忧。
参谋长联席会议对这些情况的评估确定了在可接受的范围内发生重大违反条约的风险。另一个风险是俄罗斯在检查美国基地和军事设施期间从事间谍活动。评估确定风险是可接受的因素。
考虑到实施《第一阶段削减战略武器条约》的节约成本以及相对较低的风险因素，美国政府认为这是实现裁军目标的合理行动计划。

## 谈判
《第一阶段削减战略武器条约》于1982年5月开始谈判，但由于美国协议条款被戈尔巴乔夫之前的苏联政府认为不可接受，因此《第一阶段削武条约》的谈判被多次推迟。里根于1983年提出的星球大战计划被苏联视作威胁，苏联退出了为进一步谈判制定时间表的计划。1985年1月，美国国务卿乔治·普拉特·舒尔茨和苏联外交部长安德烈·葛罗米柯讨论了包括中程部队、战略防御和导弹防御在内的三步走谈判战略。在1986年10月里根和戈尔巴乔夫举行的雷克雅未克峰会期间，1987年12月签署《中程导弹条约》后，关于实施《削减战略武器条约》的谈判加快，并转向削减战略武器。
然而，20世纪80年代发生了一场戏剧性的核军备竞赛。军备竞赛于1991年结束，双方都保留了1万枚战略核弹头。

## 核查工具
军备控制条约中的核查制度包含许多工具，可以让各方对其行为和违反条约协议的行为负责。《第一阶段削减战略武器条约》的核查条款是当时最复杂、要求最高的条约，它提供了十二种不同类型的核查。各方需要进行数据交换和申报，包括所有进攻性核威胁的确切数量、技术特征、位置、移动和状态。国家技术核查手段规定保护由核查方控制的卫星和其它信息收集系统，因为它们有助于核查国际条约的遵守情况。国际核查技术手段条款保护其他条约规定的多边技术体系。制定了合作措施，以方便国家技术核查手段核查，包括在明显的地方展示，而不能将其隐藏。新的现场视察（OSI）和周界和门户连续监测（PPCM）规定通过提供一个始终由核查方代表处理的监管系统，有助于维护条约的完整性。此外，还需要获得弹道导弹飞行试验的遥测数据，包括交换磁带和禁止双方加密和封装。

## 签署
条约谈判始于1982年5月。1983年11月，苏联“中断”了与在欧洲部署中程导弹的美国条约谈判。1985年1月，美国国务卿乔治·舒尔茨和苏联外交部长安德烈·葛罗米柯就一项包括战略武器、中程导弹和导弹防御在内的三部分计划进行了谈判。它在罗纳德·里根和米哈伊尔·戈尔巴乔夫的雷克雅未克峰会上受到了广泛关注，最终1987年12月签署了《中程导弹条约》。全面削减战略武器的谈判仍在继续，1991年7月31日，美国总统乔治·赫伯特·沃克·布什与苏联总书记戈尔巴乔夫正式签署了《削减战略武器条约》。

## 实施

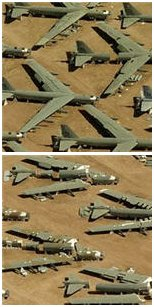
B-52同溫層堡壘戰略轟炸機在航空航天维修和再生中心被切成五块

共有375架B-52轰炸机被送往在亚利桑那州戴维斯-蒙森空军基地的第309航空航天维护和再生中心。被拆解的B-52轰炸机在原地停留了三个月，方便俄罗斯卫星能够确认轰炸机已被销毁，然后将其作为废品出售。
苏联解体后，条约义务被移交给12个苏联继承国。其中，土库曼斯坦和乌兹别克斯坦各自销毁一个与核武有关的设施，并停止了现场视察。白俄罗斯、哈萨克斯坦、俄罗斯联邦和乌克兰的核查仍在继续。白俄罗斯、哈萨克斯坦和乌克兰根据《不扩散核武器条约》成为无核武器国家，并根据1992年《里斯本议定书》（《美利坚合众国和苏维埃社会主义共和国联盟削减和限制进攻性战略武器条约议定书》）对其作出承诺。

## 效果
白俄罗斯、哈萨克斯坦和乌克兰已销毁所有核武器或转让给俄罗斯。美国和俄罗斯将运载工具降至1600枚，弹头数量不超过6000枚。
美国国务院于2010年7月28日发布了一份题为“遵守军备控制、不扩散与裁军协议和承诺”的报告，指出俄罗斯在2009年12月5日条约到期时没有完全遵守该条约。报告没有指出俄罗斯的具体遵守条约的问题。
1994年发生了一起有关俄罗斯违反《第一阶段裁武条约》的事件。美国军备控制和裁军署署长约翰·霍勒姆在国会证词中宣布，俄罗斯在没有通知有关方的情况下，将UR-100N飛彈导弹改装为太空运载火箭。俄罗斯为这一事件辩护，声称它不必遵守《削减战略武器条约》关于被重新制造成太空运载火箭导弹的所有报告政策。据报道，除了SS-19之外，俄罗斯还使用RT-2PM白楊飛彈组装太空运载火箭。美国面临的问题是没有俄罗斯洲际弹道导弹的准确数量和位置。争议最后于1995年得到解决。

## 到期与延期

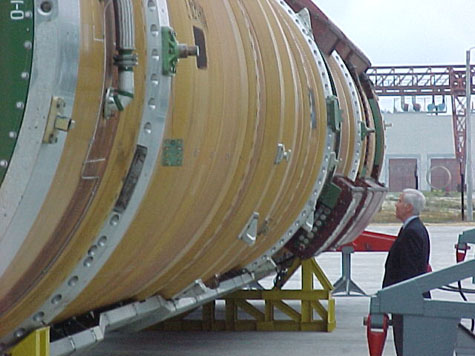
苏联R-36洲际弹道导弹在销毁前接受了美国参议员理查德·盧加爾的检查

《第一阶段削减战略武器条约》于2009年12月5日到期，但双方同意继续遵守条约，直到达成新协议。在美国总统巴拉克·奥巴马的支持下，提出续签和扩大条约。美国和加拿大研究所所长谢尔盖·罗戈夫表示：“奥巴马支持大幅削减核武库，我相信俄罗斯和美国可能会在2009年签署一项新条约，以取代《第一阶段削减战略武器条约》。”他补充说，只有美国放弃在中欧部署导弹防御系统的计划，才能达成新协议。他表示愿意“在裁军领域采取新的行动”，但表示他正在等待美国放弃“用导弹防御系统包围俄罗斯”的企图，包括美国在波兰部署的10枚拦截导弹和在捷克共和国部署的雷达。
2009年3月17日，梅德韦杰夫表示，俄罗斯将开始“大规模”重新武装和升级核武库。他指责北约在俄罗斯边境扩张，并下令从2011年开始重新武装并增加陆军、海军以及核武能力。俄罗斯战略导弹部队负责人尼古拉·索洛夫佐夫称，俄罗斯将在《第一阶段削减战略武器条约》于12月5日到期后开始部署下一代RS-24洲际弹道导弹。俄罗斯希望达成一项新条约。虽然自奥巴马上任以来的两年内，美俄关系回暖，但双方紧张局势仍在加剧。
2009年5月4日，美国和俄罗斯开始重新谈判《削减战略武器条约》，并计算核弹头及运载工具，以达成新协议。在搁置两国之间问题的同时，双方同意将部署的弹头数量进一步削减到每枚1000至1500枚左右。美国表示对俄罗斯提出的在阿塞拜疆而不是东欧使用雷达部署导弹防御系统的提议持开放态度。乔治·W·布什政府称，东欧防御系统旨在威慑伊朗，但俄罗斯担心它可能被用来针对自己。
2009年7月6日，奥巴马和梅德韦杰夫在莫斯科签署了“关于第一阶段削减战略武器条约后续协议的联合谅解”，将双方部署到运载系统上的1500-1675枚弹头减少到500-1100枚。在第一阶段削减战略武器条约于2009年12月到期之前，双方将签署一项新条约，并在七年内实现。经过数月谈判，奥巴马和梅德韦杰夫于2010年4月8日在捷克共和国布拉格签署了《新削减战略武器条约》。

## 新削减战略武器条约
《新削减战略武器条约》对美国和俄罗斯施加了更多限制，在条约全面生效后的七年内将其战略武器大幅削减。新条约分为三个部分，一部分侧重于条约本身、一部分包含有关条约条款的额外权利和义务的议定书以及技术文件。
这些限制是基于国防部规划者为支持2010年《核态势评估报告》而进行的严格分析。总限额包括1550枚核弹头，其中包括部署的洲际弹道导弹（ICBM）核弹头、部署的潜射弹道导弹（SLBM）核弹头，甚至包括任何部署核武器的重型轰炸机。这比1991年条约规定的限额低74%，比2002年《削减进攻性战略武器条约》的限额低30%。双方还将被限制在800个已部署和未部署的洲际弹道导弹发射器、潜射弹道导弹发射器和配备核武器的重型轰炸机。还有一个单独的限制，即部署700枚洲际弹道导弹、潜射弹道导弹和配备核武器的重型轰炸机，这不到前一条约规定的相应核战略运载工具的一半限制。虽然已经制定了新的限制规划，但新条约对测试、开发或部署当前或计划中的美国导弹防御计划和短程常规打击能力没有任何限制。
新条约的有效期为十年，每次最多可延长五年。与大多数军备控制条约一样，它还包括一个标准的退出条约的程序。

## 扩展阅读
- 条约全文（英文）